# 금호교통
금호교통(金湖交通)은 서울특별시 성동구의 마을버스 운수 회사이며, 사무실은 성동구 홍익동에, 차고지는 서울특별시 성동구 금호동3가에 있다.

## 역사 및 현황
금호동 인근지역에서 성동 05번과 더불어 유일하게 금호역을 연계하는 마을버스이다. 회사명도 금호동에서 유래되어온 것일뿐, 금호고속과는 전혀 관계가 없다. 본래 성동08번 노선은 무쇠막을 경유해 유턴 운행하였으나 현재는 직선으로 운행해 체감배차간격이 1~2분 단축되었다.

## 운행 노선
- ● 성동08번: 금호역 ↔ 시설관리공단(구 성동마을 8번)

## 미운행 노선
- ● 성동11번: 무쇠막 ↔ 왕십리역(2014년 3월 29일부로 성동08번에 통합)

## 보유 중인 차량
NEW BS090과 그린시티로 운행한다.